# Brittenia fraxinicola
Brittenia fraxinicola är en tvåvingeart som beskrevs av Ephraim Porter Felt 1941. Brittenia fraxinicola ingår i släktet Brittenia och familjen gallmyggor. Inga underarter finns listade i Catalogue of Life.